# Rising (álbum de Rainbow)
Rising (también conocido como Rainbow Rising) es el segundo álbum de la banda británica Rainbow, publicado en 1976. Ritchie Blackmore, conservó únicamente a Ronnie James Dio de la formación anterior, incluyendo a Tony Carey, Jimmy Bain y Cozy Powell para completar la nueva formación. Grabado en Múnich en menos de un mes, el álbum fue supervisado por el ingeniero de Deep Purple y productor de rock Martin Birch. 
Rising es una pieza clave dentro del heavy metal neoclásico, con líricas de carácter épico, riffs y melodías densas, una de las más impresionantes portadas y una de las mejores formaciones que se puedan recordar. Cuenta con grandes temas como "Starstruck", "A Light in the Black", "Tarot Woman" o "Stargazer". La canción más recordada del álbum es sin duda esta última, uno de los temas más reconocidos de Rainbow y considerada por muchos como su mejor canción. Cuenta con la participación de la Orquesta Filarmónica de Múnich.
En el Reino Unido el álbum alcanzó el #6 del ranking. En la primera edición de la Revista "Kerrang!", en junio de 1981, Rising fue votado como el álbum #1 de todos los tiempos.
En 2011 se lanzó la versión remasterizada de lujo del álbum que presenta tres mezclas diferentes del álbum: "New York mix", "Los Angeles mix", "Rough Mix" y  “Pirate Sound Tour Rehearsal” que son cuatro versiones de "Stargazer" antes de la gira mundial.

## Lista de canciones
- Todas las letras fueron escritas por Ronnie James Dio, y la música compuesta por Ritchie Blackmore y Ronnie James Dio.

Lado A
1. "Tarot Woman" - 6:04
2. "Run with the Wolf" - 3:43
3. "Starstruck" - 4:08
4. "Do You Close Your Eyes" - 3:02

Lado B
1. "Stargazer" - 8:32
2. "A Light in the Black" - 8:11

## Versiones
- Bible of the Devil, banda estadounidense de heavy metal, versionó "Starstruck" en 2004 en un disco "split" junto a The Last Vegas.
- Dream Theater incluyó una versión de "Stargazer" en su álbum Black Clouds & Silver Linings.
- La banda de folk metal de las Islas Feroe, Týr, versionó "Stargazer" en su álbum The Lay of Thrym, la cual fue incorporada a sus conciertos.
- Adrián Barilari, cantante de Rata Blanca, realizó una versión de "Stargazer" (Titulada "Astrónomo") en castellano en su disco Barilari, y también hizo una versión en inglés del tema, lanzado en 2003 y posteriormente en un disco en vivo.
- En 2014 salió a la venta el disco "Ronnie James Dio: This is Your Life", en el que Motörhead y Peter "Biff" Byford, vocalista de Saxon, versionaban el tema "Starstruck".
- El año 2016 la banda Metallica lanzó su álbum Hardwired... to Self-Destruct. La versión Deluxe del álbum incluye la canción "Ronnie Rising Medley" que incorpora fragmentos de "A Light in the Black", "Tarot Woman", "Stargazer" y "Kill the King".

## Edición Deluxe 2011
Después de varias reprogramaciones, el álbum finalmente se lanzó en Japón el 5 de abril de 2011 como una edición remasterizada de lujo de 2 SHM-CD (Super High Material CD). Esta reedición de edición limitada solo se lanzó en una funda de cartón desplegable (mini chaqueta de papel estilo LP) que presenta el proceso de fabricación SHM-CD de "alta fidelidad" (compatible con reproductores de CD estándar) y es parte de un cartón Rainbow de dos álbumes Serie de reedición de manga con Rainbow Rising y Down to Earth. Ambos cuentan con la tira obi exclusiva de Japón y un inserto adicional. La Edición Deluxe 2011 se ha vuelto plateada en 2013 en el Reino Unido.

## Personal
- Ronnie James Dio – Voz
- Ritchie Blackmore – Guitarra
- Jimmy Bain – Bajo
- Cozy Powell – Batería
- Tony Carey – Teclados y Sintetizador

Con
- Orquesta Filarmónica de Múnich (Rainer Pietsch, director).